# Chicualacuala
Chicualacuala (già Malvérnia fino al 1975) è un centro abitato del Mozambico, situato nella Provincia di Gaza.
Piccolo villaggio situato sulla frontiera con lo Zimbabwe, ufficialmente ha il nome di Vila Eduardo Mondlane.